# Groupe d'élite
Pour plus de détails, voir Fiche technique et Distribution.
Groupe d'élite (Grupo 7) est un film policier espagnol coécrit et réalisé par Alberto Rodríguez et sorti en 2012.

## Synopsis
À la fin des années 1980, peu avant l'exposition universelle de 1992, une unité de police composée de ripoux, le Grupo 7, est chargée de faire cesser le trafic de drogue à Séville…
Pour faire place nette avant l'organisation de l'exposition universelle de Séville, l'unité 7 (Grupo 7) a pour mission de traquer et arrêter un réseau de trafiquants de drogue. Ils doivent rétablir l'ordre dans la ville. Ces 4 policiers doivent agir vite, ils n'ont que 5 ans devant eux. Mais ils se laissent dépasser par les événements et corrompre par le système malgré eux.

## Fiche technique
- Titre : Groupe d'élite
- Titre original : Grupo 7
- Réalisation : Alberto Rodríguez
- Scénario : Rafael Cobos et Alberto Rodríguez
- Direction artistique : Pepe Domínguez
- Décors :
- Costumes : Fernando García
- Montage : J. Manuel G. Moyano
- Musique : Julio de la Rosa
- Photographie : Alex Catalán
- Son : Daniel de Zayas
- Production : José Antonio Félez, Gervasio Iglesias et José Rafael Sánchez-Monte
- Sociétés de production : Atípica Films, La Zanfoña Producciones et Sacromonte Films
- Sociétés de distribution :  Warner Bros. Entertainment
- Pays d'origine :  Espagne
- Budget : 3 500 000 $ (estimation)[1]
- Langue : Espagnol
- Durée : 96 minutes
- Format : Couleurs - 35 mm - 2.35:1 -  Son Dolby numérique
- Genre : Action, drame et policier
- Dates de sortie[2] :
  -  Espagne : 4 avril 2012 (cinéma)

## Distribution
- Antonio de la Torre : Rafael
- Mario Casas : Ángel
- Joaquín Núñez : Mateo
- José Manuel Poga : Miguel
- Julián Villagrán : Joaquín
- Inma Cuesta : Elena
- Lucía Guerrero : Lucía
- Carlos Olalla : Don Julián

## Distinctions

### Récompenses
- 2013 : Prix Goya du meilleur acteur dans un second rôle pour Julián Villagrán
- 2013 : Prix Goya du meilleur espoir masculin pour Joaquín Núñez
- 2013 : Insigne de Cristal du meilleur film - Grand Prix du Festival au Festival international du film policier de Liège

### Nominations
- 2013 : 16 nominations aux Goyas